# Villains (EP de Dreamcatcher)
Villains, estilizado como VillainS, es el noveno EP coreano del grupo femenino de Corea del Sur Dreamcatcher, que fue lanzado el 22 de noviembre de 2023 por Dreamcatcher Company. El miniálbum contiene cinco pistas, incluido su sencillo principal titulado «OOTD».

## Antecedentes y lanzamiento
El 21 de octubre de 2023, las redes sociales oficiales de Dreamcatcher publicaron un breve vídeo bajo el título de Mystery Code, como parte de la tradición del grupo de revelar información misteriosa cada vez que un nuevo trabajo musical será lanzado. El vídeo era una captura de pantalla de una conversación críptica por mensaje de texto, de una cuenta de X (Twitter) llamada «ymenehcra», creada el mes anterior.
El 31 de octubre de 2023, la compañía discográfica de Dreamcatcher anunció el lanzamiento de su noveno miniálbum, bajo el título de VillainS, para ser publicado el día 22 de noviembre de 2023. Se reveló además el calendario del nuevo regreso musical. Del 6 al 8 de noviembre de 2023 serán publicadas periódicamente imágenes promocionales individuales y grupales, mientras que el 10 de noviembre se anunciará la lista oficial de canciones.

## Lista de canciones
| CD / Descarga digital |                          |                         |                                         |                                  |          |  |
| N.º                   | Título                   | Letras                  | Música                                  | Arreglos                         | Duración |  |
| 1.                    | «Intro: This My Fashion» |                         | Ollounder, Peperoni, OLIV, Door         | Ollounder, Peperoni, OLIV, Door  | 1:08     |  |
| 2.                    | «OOTD»                   | Ollounder, Door, Maddox | Ollounder, Peperoni, OLIV, Door, Maddox | Ollounder, Peperoni, OLIV        | 2:56     |  |
| 3.                    | «Rising»                 | Ollounder, Door         | Ollounder, Peperoni, OLIV, Door         | Ollounder, Peperoni, OLIV        | 3:17     |  |
| 4.                    | «Shatter»                | Ollounder, Door         | Ollounder, Peperoni, OLIV, Door         | Ollounder, Peperoni, OLIV        | 2:48     |  |
| 5.                    | «We Are Young»           | Ollounder, Door         | Ollounder, Peperoni, OLIV, Door, Kikoi  | Ollounder, Peperoni, OLIV, Kikoi | 3:40     |  |
| 13:52                 |                          |                         |                                         |                                  |          |  |

## Historial de lanzamiento
| País          | Fecha                   | Formato                         | Sello                             |
| ------------- | ----------------------- | ------------------------------- | --------------------------------- |
| Corea del Sur | 22 de noviembre de 2023 | CD, descarga digital, streaming | Dreamcatcher Company, Genie Music |